# 권선중학교
권선중학교(勸善中學校)는 대한민국 경기도 수원시 권선구 세류동에 있는 공립 중학교이다.

## 학교 연혁
- 1985년 1월 21일 : 권선중학교 설립인가(30학급)
- 1985년 3월 1일 : 초대 안영숙 교장 취임
- 1988년 2월 13일 : 제1회 졸업식(659명 졸업)
- 2001년 8월 28일 : 남녀공학 전환 인가(각 5학급)
- 2021년 9월 1일 : 제13대 박병찬 교장 취임
- 2024년 1월 4일 : 제37회 졸업식(61명 졸업)
- 2024년 3월 4일 : 입학식(4학급 84명)

## 참고 자료
- 권선중학교 - 한국교육학술정보원 학교알리미